# بونيفاس موكا
بونيفاس موكا (بالإنجليزية: Boniface Mukuka)‏ (مواليد 6 فبراير 1972) هو ملاكم زامبي، مثّل بلاده في الألعاب الأولمبية الصيفية 1996.

## روابط خارجية
بونيفاس موكا على موقع أوليمبيديا (الإنجليزية)